# 趙以煥
趙以煥，贵州長順人，清朝政治人物、進士出身。
光緒十六年（1890年）清德宗親政庚寅恩科進士，二甲二十三名，同年五月，著交吏部掣签，分发各省以知县即用。后官江蘇丹徒縣知縣。